# Forks
Forks è una città degli Stati Uniti d'America, nella Contea di Clallam, nell'area metropolitana di Port Angeles, nello Stato di Washington. Il nome della cittadina deriva dalle ramificazioni dei fiumi Quillayute, Bogachiel, Calawah e Sol Duc. È situata nella penisola di Olympia, poco distante dalla riserva Mora e da La Push.
Per molti anni, l'economia della città è stata sostenuta dall'industria locale del legname, ma a causa della crisi economica questo settore ha avuto forti ribassi. La città di Forks ha potuto contare sui Clallam Bay Correctional Center e Olympic Corrections Center come centri per la ricerca di nuovi lavori.
Forks è anche una meta nota ai pescatori sportivi che pescano il salmone e la trota iridea nei fiumi della zona.
L'economia della città di Forks è anche sostenuta dai visitatori dell'Olympic National Park.
Negli ultimi anni la città ha guadagnato notevole visibilità per essere stato il set chiave della saga letteraria e cinematografica di Twilight.

## Storia
Fondata nel 1945, Forks venne classificata come una città sotto le leggi dello Stato di Washington nel 1984. Il territorio di Forks è stato colonizzato nel 1870, quando la terra apparteneva ancora al popolo Quileute, prima che venisse ceduta ai coloni non indiani.

## Società

### Evoluzione demografica
Nel censimento del 2000 contava 3.192 abitanti, passati a 3.221 nel 2007. La densità è di 385,2 ab./km².
La popolazione è composta per 81.47% da caucasici-bianchi, 0.42% da afroamericani, 5.03% nativi americani, 1.51% asiatici, 0.16% da isolani del Pacifico, 8.49% da altre etnie e il 2.92% da etnie miste.
Il 30,4% della popolazione è di età inferiore a 18 anni, 11.1% è compresa fra 18-24 anni, il 27.2% fra 25-44 anni, il 22.1% fra 45 e 64 anni e il 9.1% da 65 anni in su.
Il reddito medio per famiglia è $ 38844 (26527,00 € circa). Gli uomini hanno un reddito medio di $ 35718 (24392,00 € circa) contro i $ 23690 (16178,00 € circa) delle donne.

## Geografia e clima
La città ha un'area totale di 8,1 km² e le sue coordinate geografiche sono 47°57′04″N 124°23′05″W.
La temperatura media annuale è di 9,5 °C (le temperature più calde si aggirano intorno ad una media annuale di 14 °C, quelle più fredde intorno ai 5 °C). I mesi più caldi sono luglio, agosto e settembre con temperature che vanno in media dai 9 °C ai 20 °C.
Forks è una città molto piovosa, all'anno cadono in media 2715,5 mm di pioggia.

## Governo
La città di Forks è tutelata dalle leggi dello Stato di Washington. Come forma di governo utilizza lo “Strong Mayor”. Il consiglio comunale è formato da 5 membri più il sindaco che per le loro prestazioni non vengono retribuiti.
Attualmente i membri del Consiglio sono:
Sindaco: Reed Nedra
Consiglio: Artie Anderson, Jhonny Leppell, Brion Monohon, Pat Mansfield e Bruce Guckenberg

## Aeroporto Municipale di Forks

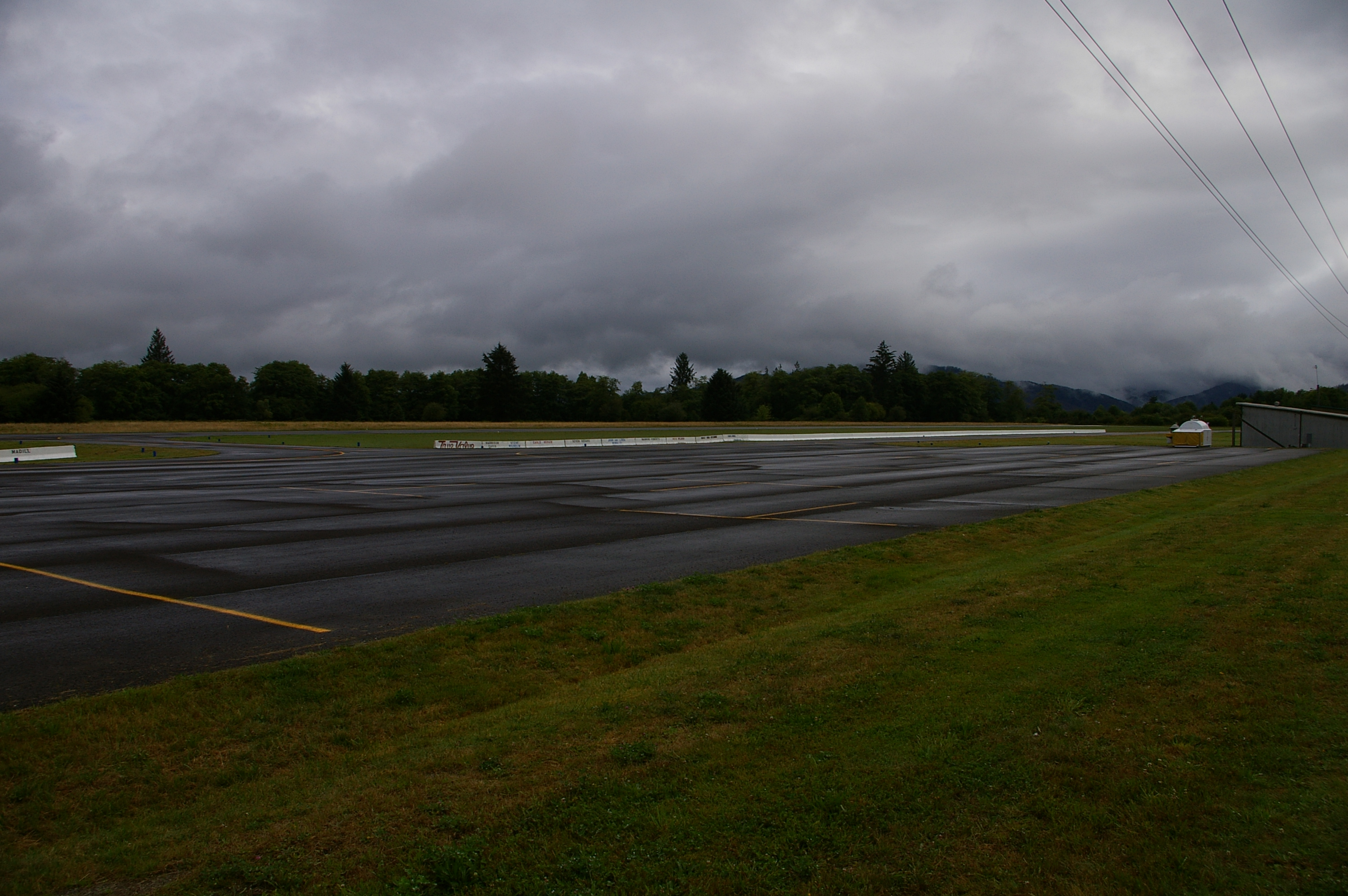
Aeroporto di Forks

Aeroporto Municipale di Forks (IATA: S18, ICAO: KS18, FAA LID: S18) è localizzato nella Contea di Clallam a 1,6 km a Sud-Ovest di Forks. L'Aeroporto ha 6 aircraft di base, 3 aerei con motore singolo e 3 elicotteri. Gli ultimi dati disponibili indicano che l'Aeroporto ha un totale di 13,550 operazioni annuali. La pista è lunga 730 m e larga 23 m.

## Economia

### Turismo
A sud della città, sorge il Museo del Legname di Forks (Forks Timber Museum). La struttura di 300 m², venne costruita dalla classe di carpenteria del Liceo di Forks. Il museo offre un salto nel passato dell'industria del legname di Forks, come vivevano i boscaioli del passato ed i loro attrezzi del mestiere. Il museo al suo interno ha anche una vasta esposizione di dipinti (datati anche 1870) che ritraggono la storia locale.

## L'effetto diTwilightsul turismo
Forks negli ultimi anni ha visto crescere il turismo del 60% grazie alla serie di romanzi iniziata con Twilight di Stephenie Meyer ambientati nella cittadina statunitense.
Nel 2008 uscì nei cinema di tutto il mondo l'adattamento cinematografico del romanzo Twilight. Questo film fece crescere ancora di più il turismo a Forks, anche se in realtà il film non fu girato lì, ma nel circondario.
Attualmente in città vengono effettuati tour che includono tappe "somiglianti" ai luoghi descritti nei libri della Meyer. Queste escursioni includono la casa dei Cullen, la casa di Bella, la casa di Jacob e l'ospedale dove lavora il Dr. Cullen.

## Tillicum Park

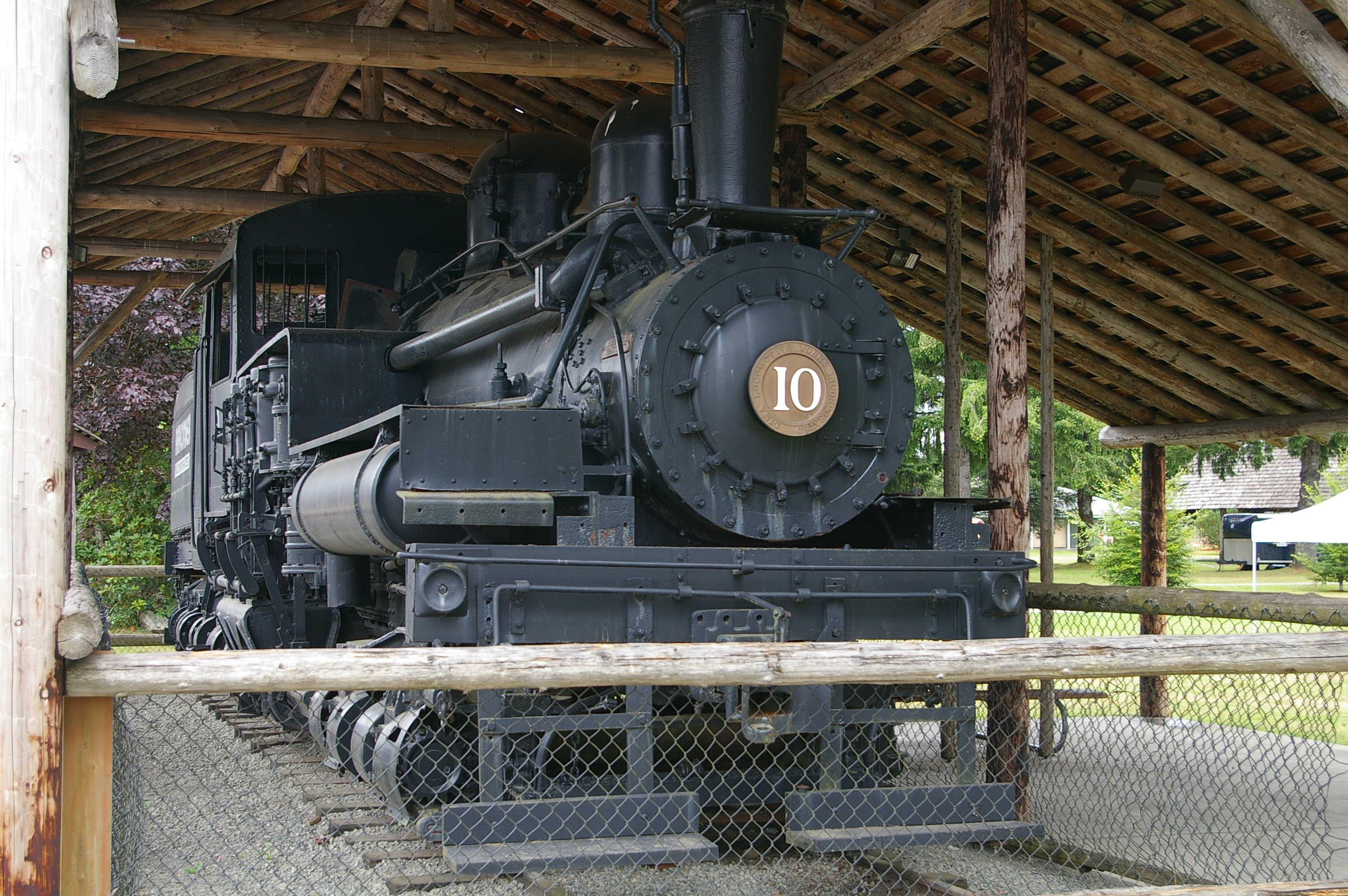
Forks Shay Engine

A Forks c'è in mostra una Locomotiva di Shay. Le locomotive di Shay sono insolite in quanto munite di un'asta che corre su e giù per il lato, motorizzando tutte le ruote.
Questa Locomotiva fu costruita per scorta dalla Lima nel 1930. Ha tre cilindri e tre autocarri.
Ci vollero 11 anni finché fu venduta all'Ozette Timber Company. Nel 1945 venne acquistata dall'azienda Rayonier per la loro operazione di trasporto legname vicino Forks. Nel 1959 la locomotiva venne mandata in pensione e posizionata nel Parco di Tillicum, a nord di Forks. Nel 1999 la Città di Forks allestì una specie di ricovero per mettere in mostra questa locomotiva.